# Yulimar Rojas
Yulimar Andrea Rojas Rodríguez (Caracas, 21 de outubro de 1995) é uma atleta venezuelana, campeã olímpica e recordista mundial do salto triplo. Uma ex-jogadora de voleibol de 1,92 m de altura que migrou para o atletismo na adolescência, onde começou no salto em altura, ela é a atual tricampeã mundial ao ar livre e bicampeã em pista coberta da modalidade. Em 1 de agosto de 2021, na prova do salto triplo de Tóquio 2020, ganhou a medalha de ouro olímpica e quebrou o recorde mundial saltando 15,67 m, superando a marca anterior em 17 centímetros e que durava desde 1995. Em março de 2022 repetiu o feito saltando 15,74 m em Belgrado, Sérvia, quebrando seu próprio recorde, desta vez numa competição em pista coberta. Foi eleita uma das "100 mulheres mais inspiradoras e influentes do mundo em 2022" pela BBC.

## Carreira
Estreando com um quarto lugar na sua primeira competição internacional adulta, o Pan de Toronto 2015, competiu a seguir na Rio 2016, conquistando a medalha de prata com a marca de 14,98 m, perdendo apenas para sua grande rival sul-americana e mundial, a colombiana Caterine Ibarguen.
Foi campeã mundial em Londres 2017, conquistando a primeira medalha de ouro da Venezuela na história do Campeonato Mundial de Atletismo, com a marca de 14,91 m. Ela também é a atual bicampeã mundial do salto triplo em pista coberta, com as medalhas de ouro conquistadas em Portland 2016 e Birmingham 2018.
Em agosto de 2019, ela venceu a competição nos Jogos Pan-Americanos de Lima com a marca de 15,11 m, quebrando o recorde dos Jogos e estabelecendo novo recorde nacional venezuelano. Um mês depois, em Andújar, Espanha, ela saltou 15,41 m, o segundo maior salto de todos os tempos, apenas nove centímetros abaixo da marca da ucraniana  Inessa Kravets, em Gotemburgo 1995. Favorita para o bicampeonato mundial em Doha 2019, ela conquistou seu segundo título saltando 15,37 m, a quarta melhor marca da história.
Em Tóquio 2020, sua segunda Olimpíada, sagrou-se campeã. Em seu primeiro salto superou a marca olímpica da camaronesa Françoise Mbango, de 15,39 metros, e no sexto e último quebrou o recorde mundial de 15,50 metros da ucraniana Inessa Kravets existente desde 1995, com a marca de 15,67m. Rojas tornou-se a primeira mulher a ganhar um ouro olímpico representando a Venezuela. Em março de 2022, competindo no Campeonato Mundial de Atletismo em Pista Coberta de 2022 em Belgrado, na Sérvia, ela voltou a estabelecer novo recorde mundial com um salto de 15,74 m, desta vez num evento indoor. Assim como no salto com vara, os recordes da modalidade são válidos seja ao ar livre ou em pista coberta.
Em Eugene 2022 conseguiu seu terceiro título mundial saltando 15,47 m,  e o tetracampeonato em Budapeste 2023, com 15,08 m, conquistados apenas no último salto.